# Whitehead-Werft
Die Whitehead-Werft war eine Schiffswerft und Torpedofabrik, die sich in der damals österreichisch-ungarischen Küstenstadt Fiume (heute Rijeka, Kroatien) befand. Die Werft wurde 1875 von Robert Whitehead aus der 1873 bankrottgegangenen Stabilimento Tecnico Fiumano gegründet und bestand bis zur Verstaatlichung durch die ungarische Regierung 1914.

## Geschichte

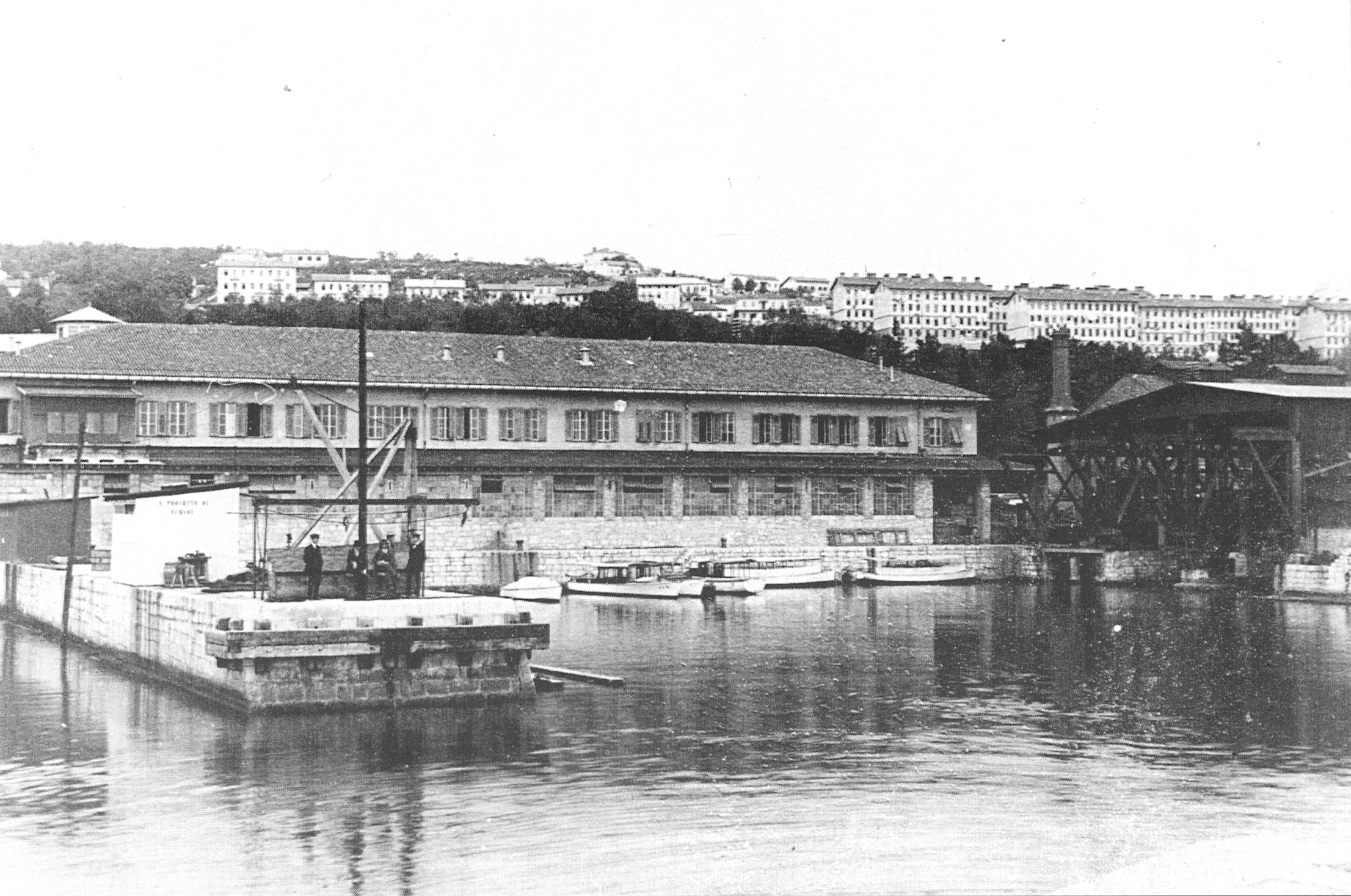
Whitehead-Werft und -Torpedofabrik in Fiume/Rijeka im Jahre 1910

Vorgänger der Whitehead-Werft war die 1861 gegründete Stabilimento Tecnico Fiumano, die Kriegsschiffe und Maschinen herstellte, aber dennoch auf staatliche Unterstützung verzichten musste. Daher ging das Unternehmen 1873 pleite. Der erfolgreiche britische Unternehmer, Ingenieur und Erfinder Robert Whitehead, war zuletzt Betriebsdirektor des Unternehmens. Nach der Liquidation kaufte er das Unternehmen 1875 und benannte es Torpedo-Fabrik von Robert Whitehead. Später wurde das Unternehmen in Whitehead & Co. (Societa in Azioni) umbenannt, da die Muttergesellschaft, der Whitehead-Konzern, zur Aktiengesellschaft wurde.
In den späten 1890ern wurde der Whitehead-Konzern samt der Triestiner Niederlassung von Graf Georg Hoyos übernommen. Dieser war mit Robert Whiteheads Tochter Alice verheiratet und setzte Whiteheads Sohn John als neuen Betriebsdirektor ein, womit das Unternehmen quasi in Familienbesitz blieb. 1902 starb John Whitehead jedoch überraschend, und Graf Hoyos übernahm persönlich, bis er 1904 ebenfalls verschied. Nun übernahm ein langjähriger Mitarbeiter, Payne Gallway, den Konzern, bis er 1906 jedoch ebenfalls verstarb. 1907 erwarb nun der britische Vickers-Konzern wesentliche Anteile am Unternehmen, der Rest verblieb in Familienbesitz.
Ab 1910 baute das Unternehmen erstmals auch U-Boote. Sechs Unterseeboote drei verschiedener Typen (je zwei von Simon Lake, Germania, John Philip Holland) wurden von der k. u. k. Kriegsmarine im Ausland bestellt, um in der Whitehead-Werft zusammengebaut zu werden. In der Folge sollten sich die besten Typen herausstellen und eigene U-Boote in der Whitehead-Werft gebaut werden, was ab 1. April 1910, als mit der SMU 5 das erste österreichische U-Boot fertiggestellt wurde, auch geschah.
Mit Kriegsausbruch 1914 wurde der Konzern von der britischen Regierung verstaatlicht, die Werft in Fiume war davon aufgrund des Kriegszustandes mit Österreich-Ungarn nicht betroffen. Bis zum Ende der Monarchie wurden noch zahlreiche U-Boote für die k. u. k. Kriegsmarine hergestellt. Da der Fiumer Hafen Angriffen ausgesetzt war, wurde ein Teil der Produktion nach St. Pölten ausgelagert. Dafür wurden Grundstücke der Ersten österreichischen Glanzstoff-Fabrik übernommen und bis 1915 zu einem Zweigwerk ausgebaut. Nach Kriegsende wurde die Anlage als Maschinenfabrik und Gießerei weitergeführt, konnte den Betrieb jedoch nur bis 1925 aufrechterhalten. Die Fabrikanlagen wurden großenteils von der Glanzstoff zurückgekauft.